# トスク (鳥取県)
トスク株式会社（TOSC Co.,Ltd）は、鳥取県東部においてスーパーマーケット事業を行っていた企業。鳥取いなば農業協同組合（JA鳥取いなば）の子会社である。
社名・店名の「トスク（TOSC）」は、旧店名である「鳥取生活センター（TOttori Seikatsu Center）」の略。そのため「トスク」を「生活センター」と呼ぶ人もいる。
2023年2月、スーパー全店を閉店して解散することが検討されていると報じられた。9店舗中6店舗を東宝企業に売却予定であったが、7月11日に交渉が決裂、その為本店含む数店舗の閉店が1か月延長された。
2023年（令和5年）9月30日午後1時に本店以外の全店、午後6時に本店含め全店閉業した。
なお、トスク本店に入居している専門店の一部はトスク本店閉業後も営業しているが、建物は2024年6月までに解体される見通しである。

## 年表
- 1965年 - ちづ店オープン。
- 1968年11月 - 鳥取市農協（当時）が「鳥取生活センター」（現在の本店）として鳥取市行徳で開店[4]。友の会制度発足。
- 1972年7月 - 初の支店稲葉店開店（1990年代前半に閉鎖されている）。
- 1988年3月 - 本店店舗改装、愛称「TOSC（トスク）」命名。店名が「トスク」となる。
- 1991年 - トスクポイントカードシステム導入。
- 1995年10月 - 鳥取県東部地区の農協が統合しJA鳥取いなば発足に伴い、店名も「Aコープトスク」となる。同時に、当時の周辺14町村のAコープもAコープトスクとなる（現在は「トスク」と復名している）。管轄もJA鳥取いなば店舗部となる。
- 1996年4月 - Aコープ鳥取店を吉方店として譲受。
- 2001年8月 - トスク株式会社として設立。
- 2023年9月30日 - 全店閉店（本店の専門店は一部継続）[4]。

## 店舗

### 店舗形態
本店はGMSに近い。その他の店舗は小型店である。なお、ローソン道の駅きなんせ岩美店 （2015年7月18日開店）を経営していたこともある。

### 最終日まで営業をつづけていた店舗
鳥取市
- 本店
- 吉成店 - 日ノ丸ストアの店舗を譲受。1998年開店[4]。鳥取市を中心に店舗を運営するS‐martが引き継ぐ。
- 用瀬店 - 1974年開店[4]。

岩美町
- フレッシュライフいわみ店 - 2014年11月7日開店。移動販売事業については地元企業の「創美」が承継[6]。

八頭町
- 丹比店 - 1972年開店[4]。2024年3月15日から建物解体に着手し、土地は原状復帰して地権者に返却される[7]。

智頭町
- ちづ店 - 1996年開店[4]。エスマートが引き継ぎ改修後に再度開店[4]。

若桜町
- 若桜店 - 1981年開店[4]。エスマートが引き継ぎ改修後に再度開店[4]。

### 過去にあった店舗
前身も含む。
- 青谷店
- 稲葉店
- いわみ店 - 2014年10月26日閉店
- 面影店
- 河原店 - 2023年7月31日閉店[8]
- 雲山店 - 2021年1月28日閉店
- 佐治店 - 2022年10月31日閉店
- 末恒店
- 千代水店
- 八東店
- 浜村店
- 福部店
- ふなおか店 - 2023年7月31日閉店[8]
- 宝木店
- 郡家店
- つのい店 - エスマートに店舗を譲渡
- 美保店→100円美保市場
- 吉方店 - 2014年6月30日閉店[9] 。跡地はパチンコUFO吉方店。